# Joshua Titima
Joshua Titima (20 de outubro de 1992) é um futebolista zambiano que atua como goleiro.

## Carreira
Iniciou a carreira no Zanaco, time de seu país, em 2009, tendo atuado em duas temporadas. Desde 2011, joga no Power Dynamos.

## Seleção
Desde 2012, Titima defende a Seleção Zambiana, atuando em duas partidas.
Esteve presente no elenco dos Chipolopolo que sagrou-se campeão da Copa das Nações Africanas de 2012, não tendo saído do banco de reservas durante a competição. Foi incluído na pré-convocação para a CAN 2013, sendo confirmado na lista definitiva de convocados, com a camisa 1 (em 2012, Titima vestiu a camisa 22).

## Títulos
Zambia
- Campeonato Africano das Nações: 2012